# Eureiandra lasiandra
Eureiandra lasiandra är en gurkväxtart som beskrevs av Charles Jeffrey. Eureiandra lasiandra ingår i släktet Eureiandra och familjen gurkväxter. Inga underarter finns listade i Catalogue of Life.